# گواستالا
گواستالا (به ایتالیایی: Guastalla) یک کومونه در ایتالیا است که در استان رجو امیلیا واقع شده‌است.

## خصوصیات
گواستالا ۵۲٫۵ کیلومترمربع مساحت و ۱۵٬۲۲۵ نفر جمعیت دارد و ۲۴ متر بالاتر از سطح دریا واقع شده‌است.

## خواهرخوانده
شهرهای فورکالکیور، جیوویناتزو و گابیچه ماره خواهرخوانده‌های گواستالا هستند.